# Weidenbock
Der Weidenbock oder Beulenkopfbock (Rhamnusium bicolor) ist ein Käfer aus der Familie der Bockkäfer (Cerambycidae). Es handelt sich um eine von vier Arten seiner Gattung, von denen drei in Europa vorkommen. Er kommt in Mittel- und Osteuropa vor und ist in dieser Region allgemein verbreitet.

## Merkmale

### Merkmale der Imagines
Der Weidenbock erreicht eine Körperlänge von 16 bis 24 Millimetern. Der Körper ist gestreckt und schlank, die  Flügeldeckenseiten sind annähernd parallel und nur am Ende leicht verschmälert. Der Körper ist rötlich-gelb bis rotbraun, die Flügeldecken sind variabel gefärbt und meist dunkelbraun mit einem kräftigen Metallschimmer oder schwarzblau. Daneben gibt es jedoch auch eine helle Form mit rötlichen Deckflügeln sowie weitere Farbmorphen. Die Unterseite und auch die Antennen können geschwärzt sein. Beim Männchen ist das Klauenglied der Vordertarsen deutlich verdickt.
Der Kopf ist hinter den Augen verdickt, sodass er „dicke Schläfen“ bildet; dahinter ist er plötzlich halsartig eingeschnürt. Die Augen sitzen seitlich am Kopf und überragen die Schläfen nicht. Die Glieder drei und vier der Antennen haben etwa die gleiche Länge; das Glied 3 ist jedoch viel kürzer als die Glieder 5 und folgende. Der Halsschild ist fast glatt, das Pronotum besitzt beiderseits der Mittellinie auffällige beulenartige Erhebungen.

### Merkmale der Larven
Die Larven des Weidenbocks erreichen eine Länge von maximal 30 Millimetern. Sie ähneln den Larven der Rhagium-Arten; bei ihnen fehlen jedoch die Orbitalhöcker, und das Analsegment hat einen langen mittleren Dornfortsatz. Wie bei den Larven des Schulterbocks (Oxymirus cursor) sind bei ihnen die Rudimente der Lateralfurchen des Prothorax nur schwach entwickelt oder fehlen.

## Verbreitung
Der Weidenbock kommt in seiner Nominatform Rhamnusium bicolor bicolor über weite Teile von Mittel- und Osteuropa vor. Im Norden reicht das Verbreitungsgebiet bis nach Südfinnland und im Osten bis nach Kasachstan. In Italien ist zudem die Unterart Rhamnusium bicolor gemaggii Tippmann, 1956 verbreitet. In Mitteleuropa ist er generell verbreitet, allerdings gibt es keine Nachweise in Dänemark und Liechtenstein sowie keine aktuellen Nachweise in Luxemburg. In Deutschland sind Nachweise aus allen Bundesländern bekannt und auch in Österreich und der Schweiz ist der Käfer generell verbreitet. Dabei kommt die Art vom Tiefland bis in die Mittelgebirge vor.

## Lebensweise
Der Weidenbock lebt vor allem in alten und häufig in abgestorbenen oder verletzten Allee- und Parkbäumen in Ortslagen, in Kastanienalleen und auch in Waldrandgebieten. Die Imagines sind von Ende April bis September anzutreffen, vor allem im Juni und Juli. Sie sind dämmerungsaktiv und verbringen den Tag ruhig an Stämmen oder unter Rinden und in Baumhöhlungen im Bereich der vergleichsweise kleinen Entwicklungsstellen. Zudem sind sie im Mulm von morschem und totem Holz zu finden. Seltener sind sie auch tagsüber im freien Flug oder fliegend im Dämmerlicht von Baumhöhlen zu beobachten. Künstliches Licht kann die Käfer anlocken.
Der Weidenbock ist polyphag und entwickelt sich entsprechend im Holz verschiedener Baumarten. Die Larven leben vorwiegend in Pappeln (Populus) und Rosskastanien (Aesculus), daneben aber auch in Weiden (Salix), Ahornen (Acer), Rotbuchen (Fagus sylvatica), Echter Walnuss (Juglans regia), Prunus-Arten, Robinien (Robinia pseudoacacia), Linden (Tilia), Ulmen (Ulmus) und Edelkastanien (Castanea sativa). Die Entwicklung der Larven dauert zwei bis drei Jahre und findet in morschen Teilen dicker, lebender Laubbaumstämme statt. Dabei kann ein Baumstamm auch über mehrere Generationen und Jahre genutzt werden. Sie sind vor allem im Holz um Baumhöhlen, an rindenfreien Schadstellen und Baumwunden, an denen sich Mulm befindet, und an der Grenze von abgestorbenen zu lebenden Holzteilen zu finden. Teilweise ernähren sich die Larven dicht beieinander. Die Larve überwintert und verpuppt sich im Frühjahr in einer Puppenwiege im Holz, die wie bei den Rhagium-Arten von Nagespänen umgeben ist. Im Gegensatz zu diesen, die ihre Puppenwiege eher unter der Borke anlegen, dringen die Larven des Weidenbocks tiefer ins Holz ein.

## Systematik
Der Weidenbock ist eine eigenständige Art der Bockkäfer (Cerambycidae) und wird dort in die Gattung Xylosteus innerhalb der Schmalböcke (Lepturinae) eingeordnet. Die wissenschaftliche Erstbeschreibung stammt von Franz de Paula von Schrank, der ihn 1781 beschrieb. Innerhalb der Unterfamilie bildet Rhamnusium mit der in Asien vorkommenden Gattung Neorhamnusium Hayashi, 1976 die Tribus Rhamnusiini Sama, 2009.
Die Bezeichnung für die Gattung Rhamnusium setzt sich zusammen aus dem griechischen rhamnos für den „Dornbusch“ und usia für das „Wesen“, er bezieht sich auf die dornartigen Beulen auf dem Halsschild. bicolor bedeutet „zweifarbig“ und weist auf den farblichen Kontrast zwischen Halsschild und Deckflügeln hin.

## Belege
1. 1 2 3 4 5 6 7 8 9 10 11 12 13  „Art: Rhamnusium bicolor (Schrank, 1781) – Weidenbock.“ In: Bernhard Klausnitzer, Ulrich Klausnitzer, Ekkehard Wachmann, Zdeněk Hromádko: Die Bockkäfer Mitteleuropas. Die Neue Brehm-Bücherei 499, Band 2, 4. Auflage. VerlagsKG Wolf, Magdeburg 2018, ISBN 978-389432-864-1; S. 352–353
2. 1 2  Matthias Schaefer: Brohmer – Fauna von Deutschland. 19. überarbeitete Auflage, Quelle & Meyer Verlag, Wiesbaden 1994, ISBN 3-494-01225-3; S. 356.
3. ↑  Karl Wilhelm Harde, František Severa: Der Kosmos Käferführer. Die mitteleuropäischen Käfer. Franckh-Kosmos Verlags-GmbH & Co, Stuttgart 2000, ISBN 3-440-06959-1; S. 264.
4. 1 2 3  „7. Gattung: Rhamnusium Latr.“ In: Edmund Reitter: Fauna Germanica. Die Käfer des deutschen Reiches. K.G. Lutz, Stuttgart 1912; S. 7–8. (Digitalisat)
5. 1 2  Bernhard Klausnitzer, Ulrich Klausnitzer, Ekkehard Wachmann, Zdeněk Hromádko: Die Bockkäfer Mitteleuropas. Die Neue Brehm-Bücherei 499, Band 1, 4. Auflage. VerlagsKG Wolf, Magdeburg 2018, ISBN 978-389432-864-1; S. 103–104
6. ↑  Rhamnusium bicolor. Fauna Europaea, abgerufen am 16. Juni 2020.